# Marta Nieradkiewicz

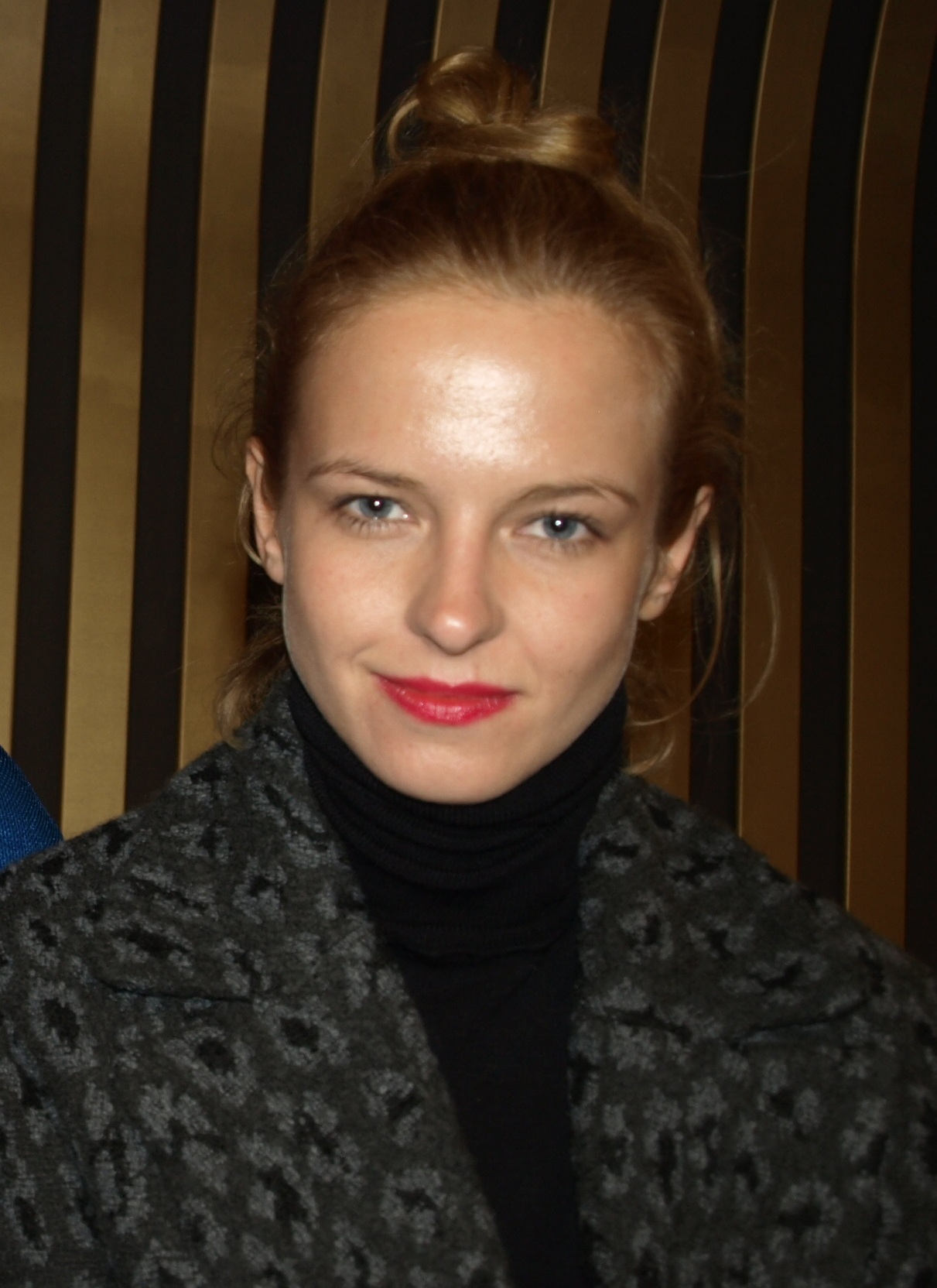
Marta Nieradkiewicz im Jahr 2013

Marta Nieradkiewicz (* 21. Juni 1983 in Łódź, Polen) ist eine polnische Schauspielerin.

## Leben
Marta Nieradkiewicz wurde 1983 in Łódź geboren. Hier besuchte sie die Staatliche Hochschule für Film, Fernsehen und Theater, wo sie 2007 ihren Abschluss erlangte. In den Jahren 2008 bis 2012 spielte sie im Ensemble des Polnischen Theaters in Bydgoszcz, danach 2012 bis 2013 am Dramatischen Theater in Opole, bevor sie 2013 an das Alte Nationaltheater in Krakau wechselte.
Seit 2000 steht Marta Nieradkiewicz in Film- und Fernsehproduktionen vor der Kamera. Während sie zunächst vorrangig in Serien zu sehen war, kamen später Filmrollen dazu. Hervorzuheben ist hierbei ihre Rolle der Sylwia in dem Film Tiefe Wasser (im Original Plynace wiezowce), für welche sie beim Polnischen Filmpreis als Beste Nebendarstellerin nominiert und beim Polnischen Filmfestival Gdynia 2013 in der Kategorie Beste Nebendarstellerin ausgezeichnet wurde. Ihre Rolle in dem Film Wilde Rosen brachte ihr beim Netia Off Camera International Festival of Independent Cinema eine Auszeichnung als Beste Schauspielerin ein. 2024 wurde Nieradkiewicz für ihre Rolle in dem Film Lek von Sławomir Fabicki beim Neiße Filmfestival mit einem „Neiße-Fisch“ für die Beste darstellerische Leistung ausgezeichnet.

## Filmografie
- 2007–2014: Barwy szczescia (Fernsehserie, 227 Folgen)
- 2013: Tiefe Wasser (Płynące wieżowce)
- 2017–2019: Ultraviolet  (Fernsehserie, 22 Folgen)
- 2017: Wilde Rosen (Dzikie róze)
- 2022: Open Your Eyes (Otwórz oczy) (Fernsehserie, 6 Folgen)
- 2022: Hochwasser (Wielka woda)  (Fernsehserie, 6 Folgen)
- 2022: Die Verlorenen (Głupcy)
- 2023: Anxiety (Lęk)
- 2023: Frau aus Freiheit (Kobieta z...)
- 2025: Beautiful! (Przepiekne!)

## Auszeichnungen
- 2013: Polnisches Filmfestival Gdynia – Beste Nebendarstellerin (in dem Film Tiefe Wasser [Plynace wiezowce])
- 2024: Neiße Filmfestival – Beste darstellerische Leistung (in dem Film Lek)